# فيرغيس كوريين
فيرغيس كوريين (26 نوفمبر 1921 - 9 سبتمبر 2012)، والمعروف باسم «والد الثورة البيضاء» في الهند، رائد أعمال اجتماعي. كان برنامج» فكرة المليار لتر«، عملية فلود، أكبر برنامج لتطوير منتجات الألبان الزراعية في العالم، فقد جعل صناعة الألبان أكبر صناعة مكتفية ذاتياً في الهند وكان أكبر مزود للعمالة الريفية أيضاً كون هذه الصناعة تمثل ثلث إجمالي الدخل في الريف؛ بالإضافة إلى الاستفادة من فوائد زيادة الدخل والائتمان والتخلص من الاعتماد على الديون، وتحسين التغذية والتعليم والصحة، وتحقيق المساواة بين الجنسين والتمكين وتدمير الحواجز الطبقية والديمقراطية والقيادة الشعبية.
قام فيرغيس بتحويل الهند من أمة تعاني من نقص في الحليب إلى أكبر منتج للحليب في العالم، ما ضاعف كمية الحليب المتاح للشخص الواحد بالإضافة إلى زيادة إنتاج الحليب أربعة أضعاف، خلال 30 عاماً.
كان رائدًا في »نمط أناند« المتعلق بجمعيات الألبان التعاونية من أجل نشرها على مستوى البلاد، استناداً إلى استخدام نهج »من الأعلى للأسفل« و »من الأسفل للأعلى« بنفس الوقت، حتى الوصول بشكل أساسي إلى جمعيته التعاونية الخاصة )أمول( ذات الدخل والمردود المنخفض.
تُعتبر أمول اليوم أكبر علامة تجارية للأغذية في الهند، حيث لم يُرفض الحليب من أي مزرعة، وذهب ما بين 70 إلى 80٪ من السعر الذي دفعه المستهلكون نقداً لمزارعي الألبان الذين كانوا يسيطرون على التسويق والمشتريات ومعالجة الحليب ومنتجات الألبان. 
كان اختراع أمول الرئيسي هو إنتاج مسحوق الحليب من حليب الجاموس المتوفر بكثرة في الهند، وكانت هذه المرة الأولى التي يظهر فيها هذا المنتج في العالم كبديل عن حليب البقر التقليدي الذي تعاني الهند من قلة توافره. تغلب فيرغيس على الشكوك والشدائد بروحه القتالية -التي لا مثيل لها- ومهاراته الفائقة، حرصاً منه على وجود صلة قوية بين البلدة والريف، من أجل الاستحواذ على حصة قيادية من سوق مدينة مومباي، والتي لفتت انتباهه بشكل كبير.
امتلك فيرغيس البصيرة لاستخدام نفوذه الناتج عن اعتراف الآخرين به، عن طريق توظيف مهاراته في التواصل وشبكة اتصالاته في قيادة أمول بشكل فعال فيما يتعلق بالتفاوض بشأن المساعدة والدعم الدوليين من حكومات ما لا يقل عن تسعة رؤساء وزراء في البلاد على مدار أكثر من خمسة عقود؛ جرى كل ذلك وفقاً للشروط التي وضعها بنفسه، وجعل كل من يهمه الأمر يأتي إلى أناند في المناطق النائية في مومباي بدلاً من مقابلته في مدن العاصمة.
كشخص أُطلق عليه لقب »التمساح الذي يسبح في الحليب«، تفادى بثبات التدخل من جانب السياسيين والبيروقراطيين أثناء بناء جمعياته التعاونية على المستوى الوطني، والمنظمات المؤسسة، وانتهاك الشركات متعددة الجنسيات في الأسواق التي يرعاها.
جعل فيرغيس الهند مكتفية ذاتياً من زيوت الطعام، فقد تولّى اتحاد منتجين قوياً وحصيناً ومقاوماً للعنف. يعتبر فيرغيس أحد أكبر مؤيدي الحركة التعاونية في العالم، حيث ينتصر إنتاج الجماهير من خلال الإنتاج الجماعي عن طريق إطلاق العنان لقوة الشعب من خلال المؤسسات الشعبية الخاصة؛ وقد انتشل عمله ملايين المواطنين الهنود من الفقر.

## الأعمال

### مؤسسة الألبان ونمط عملها
واجه المزارعون مشكلة تذبذب إنتاج الحليب لأنه لن يكون هناك مشترين لفائض الحليب في موسم فيض الإنتاج، واستعانوا بالجمعية التعاونية من أجل الحصول على المساعدة، حيث ظهرت فكرة محاولة تحويل هذا الفائض إلى مسحوق الحليب.
كان حليب الجاموس وفيراً في الهند، وكان حليب البقر قليلاً على عكس أوروبا؛ فكان هذا الأمر السبب الذي جعل أمول تتنافس بنجاح وبشكل جيد ضد شركة نسله التي استعملت حليب البقر لصنع مسحوق الحليب، ثم ضد شركة غلاكسو لأغذية الأطفال. أدت الأبحاث التي أجراها الطبيب ج. ويلستر في وقت لاحق إلى إنتاج الجبن من حليب الجاموس في أمول.
وهكذا، قامت أمول بتنظيم مزارعي الألبان في القرى وربطهم مباشرة بالمستهلكين في السوق من خلال القضاء على الوسطاء، وضمان دخل ثابت ومنتظم لهم حتى خلال موسم القحط، وإنتاج منتجات ذات جودة أفضل بأسعار تنافسية للمستهلك في السوق الكبير لمدينة مومباي.

### الظروف السياسية والاجتماعية الملائمة
دعم عدد كبير من القادة السياسيين والبيروقراطيين فيرغيس ومعلمه تريبوفنداس في ذلك الوقت، بعد أن لاحظوا الجدارة في نموذجهم التعاوني الرائد. فقد كان القادة قلقين بشأن الأمن الغذائي للسكان بسبب وجود الكثير من المجاعات في ذلك الوقت؛ ولكونها دولة مستقلة حديثاً، كانت هناك رغبة في تحقيق الاكتفاء الذاتي في منتجاتها المستهلكة، وبالتالي توجهت الجهود نحو الإنتاج المحلي بدلاً من الاستيراد.
بدلاً من التركيز مباشرة على التخلص من النزاعات الطبقية التي ترسخت، عمل فيرغيس بشكل متفرد مُعتقداً بأن المصلحة الذاتية الاقتصادية لجميع قطاعات المجتمع القروي ستجعلها تنسجم معاً لتنمية تعاونها.

### الدعم
في عام 1956، زار فيرغيس شركة نسله في مقرها الرئيسي، وذلك نتيجة قلق وزير التجارة والصناعة ورغبته بأن يطلب فيرغيس منهم تقليل نسبة المنتجات الهندية المستوردة، وتوظيف المزيد من الهنود، لكنهم أخبروه أن صنع الحليب المكثف «لا يمكن تركه للسكان الأصليين».
واجهت أمول منافسة شديدة نتيجة استيراد الزبدة، وخاصة من نيوزيلندا. ولكن كان وزير المالية آنذاك يثق بفيرغيس كثيراً، فكان يقلل من واردات الزبدة كلما طلب منه فيرغيس ذلك، بالتزامن مع وعد فيرغيس له بزيادة إنتاج الزبدة بشكل أكبر لتقليل أي نقص.

### التدخل في أسواق المنتجات الأخرى والمساعدة على الصعيد الدولي
تفوّق فيرغيس على رئيسي الوزراء أنديرا غاندي وراجيف غاندي فيما يتعلق بإقامة الجمعيات التعاونيات والمصانع، وإدارة التدخل في أسواق الفواكه والخضروات والبذور الزيتية وزيوت الطعام خلال فترات عملهم تباعاً؛ كما فعل فيما يتعلق بالحليب أثناء عملية «فلود».
لعب دوراً رئيسياً في تأسيس جمعيات تعاونية مماثلة في جميع أنحاء الهند وخارجها. في عام 1979، دعا رئيس الوزراء ألكسي كوسيجين فيرغيس إلى الاتحاد السوفيتي من أجل الحصول على المشورة بشأن الجمعيات التعاونية هناك.
في عام 1982، دعته باكستان من أجل إنشاء جمعيات الألبان التعاونية، حيث ذهب لقيادة مهمة البنك الدولي.
في عام 1989 تقريباً، نفذت الصين برنامجاً مشابهاً لعملية فلود بمساعدة فيرغيس وبرنامج الأغذية العالمي. ثم طلب رئيس الوزراء ناراسيمها راو مساعدته لإقامة تعاونيات الألبان في سريلانكا المجاورة، والتي نُفّذت من قبل بنك التنمية الوطني في وقت لاحق من عام 1997.

### الهيمنة على الأسواق وتبعاتها
مارس فيرغيس ضغوطًا في تسعينيات القرن الماضي وحارب بقوة لمنع الشركات متعددة الجنسيات من دخول صناعة الألبان حتى بعد فتح البلاد لجميع أسواقها الأخرى بسبب العولمة بعد عقود من الحماية؛ وأصبحت الهند أكبر منتج للحليب في العالم بحلول عام 1998، متجاوزة الولايات المتحدة الأمريكية بنحو 17% من الإنتاج العالمي في عام 2010-2011.
أُثبت مع الوقت أن إنشاء فيرغيس للجمعية التعاونية الخاصة بالألبان يعد كياناً تسويقياً هائلاً، ومعارضته للخصخصة والعولمة صحيحة، كما لم تحقق أي شركة خاصة أو علامة تجارية متعددة الجنسيات أي ربح في الأسواق حتى بعد فتح أعمال الألبان أمامها.
حتى مع شق أمول والعلامات التجارية التعاونية لاتحادات الدولة الأخرى طريقها إلى الأمام بشكل مربح كشركات رائدة في السوق في الهند، تنشغل أمول في التصدير إلى العديد من البلدان الأخرى.